# Squadra monegasca di Coppa Davis
La squadra monegasca di Coppa Davis rappresenta il Principato di Monaco nella Coppa Davis, ed è posta sotto l'egida della Fédération Monegasque de Lawn Tennis.
La squadra partecipa alla competizione dal 1929, e non ha mai preso parte al Gruppo Mondiale. Attualmente è inclusa nel Gruppo II della zona Euro-Africana.

## Organico 2023
Vengono di seguito illustrati i convocati per ogni singolo turno della Coppa Davis 2023. A sinistra dei nomi la nazione affrontata e il risultato finale. Fra parentesi accanto ai nomi, il ranking del giocatore nel momento della disputa degli incontri (la "d" indica che il ranking corrisponde alla specialità del doppio).
| World Group II - Primo turno | World Group II - Primo turno                                                                     |
| Rep. Dominicana (4-0)        | Valentin Vacherot (316 - 506d) Lucas Catarina (546 - 1063d) Hugo Nys (22d) Romain Arneodo (109d) |
| ---------------------------- | ------------------------------------------------------------------------------------------------ |

- fr = Fuori Ranking
- Corsivo= mai sceso in campo
- cap. = Capitano